# Giraut de Salanhac
Giraut de Salanhac (fl. finals s. XII) fou un trobador occità originari de Salanhac (Dordonya). Se'n conserva una breu vida que indica que era originari de Salanhac al Carcí (nom de la província històrica on es troba Salanhac) i que era un home cortès i que trobà bé i gentilment cançons, descorts i sirventesos. Sota el seu nom s'han conservat dues cançons, un plazer i un partimen. Però s'han conservat també una altra cançó i un descort a nom de Guilhem de Salanhac, nom que els estudiosos creuen que és un error de còpia per Giraut (es tracta de prenoms molt freqüents i, sovint, s'indiquen amb una abreviatura G., que pot ser ambigua).
En una cançó, de les atribuïdes a Guilhem, fa al·lusió a Azalais de Tolosa, l'anomenada comtessa de Burlats, morta el 1200, cosa que permet situar l'autor a finals del segle xii. Les al·lusions a la caça i la cultura literària que mostra en les seves obres fan pensar que es tracta d'un petit senyor feudal, més que no pas un joglar, com diu la vida.

## Obra
Es conserven un total de sis composicions d'aquest autor (comptant les atribuïdes a Guilhem).

### Cansos
- (249,1)[4] Aissi cum cell q'a la lebre cassada
- (249,5) En atretal esperansa
- (235,1) A vos cui tenc per dona e per senhor (atribuïda a Guilhem)

### Plazer
- (249,3) Esparviers et austors

### Partimen
- (249,2 = 367, 1) En Peironet, vengut m'es en coratge (partimen amb Peironet (no identificat, podria ser un joglar))

### Descort
- (235,2) Per solatz e per deport (atribuït a Guilhem)

### Edició
- Strempel, A., Giraut de Salignac, ein provenzalischer Trobador, Leipzig, 1916

### Repertoris
- Guido Favati (editor), Le biografie trovadoriche, testi provenzali dei secc. XIII e XIV, Bologna, Palmaverde, 1961, pàg. 322
- Martí de Riquer, Vidas y retratos de trovadores. Textos y miniaturas del siglo XIII, Barcelona, Círculo de Lectores, 1995 p. 95-96 [Reproducció de la vida, amb traducció a l'espanyol, i miniatura del cançoner I]
- Alfred Pillet / Henry Carstens, Bibliographie der Troubadours von Dr. Alfred Pillet […] ergänzt, weitergeführt und herausgegeben von Dr. Henry Carstens. Halle : Niemeyer, 1933 [Giraut de Salanhac és el número PC 249; Guilhem, és el 235]